# How Many Nights
How Many Nights is een lied van de Nederlandse indiepopband The Indien. Het werd in 2024 als single uitgebracht.

## Achtergrond
How Many Nights is geschreven door Rianne Walther, Casper Talsma, Kas Lambers, Remy de Boer, Jantine Heij en MNEK en geproduceerd door The Indien. Het is een lied uit het genre indiepop. How Many Nights gaat over een relatie waarin je door verlangens en emoties in een labyrint van liefde en verliezen gaat.

## Hitnoteringen
Het nummer wist de Nederlandse hitlijsten tot op heden niet te behalen. Op NPO 3FM werd het nummer tot 3FM Megahit uitgeroepen.